# Lỗ giữa
Lỗ giữa (còn gọi là lỗ Magendie) có nhiệm vụ thông thương dịch não tủy từ não thất tư đến khoang dưới nhện bao bên ngoài. Ngoài ra còn có hai lỗ bên (lỗ Luschka), một bên phải và một bên trái cũng là nơi thông thương dịch não tủy.

## Đặt tên theo người phát hiện
Lỗ Magendie được đặt theo tên của François Magendie, là người đầu tiên miêu tả cấu trúc này.